# Epiclerus indicus
Epiclerus indicus is een vliesvleugelig insect uit de familie Tetracampidae. De wetenschappelijke naam is voor het eerst geldig gepubliceerd in 1971 door Mani.